# Бень, Януарий
Януарий Бронислав Бень (пол. January Bronisław Bień; 29 января 1943 года, Домброва-Гурнича — 25 августа 2021 года, Ченстохова) — польский инженер, специалист по экологии, профессор Ченстоховского политехнического университета и ректор этого университета с 2005 по 2008 год, сенатор V каденции.

## Биография
Окончил Энергетический техникум в Сосновце, в 1961—1964 годах был курсантом Офицерской авиационной школы в Демблине. С 1964 года работал техником на Домбровском ремонтном заводе угольной промышленности в Домброва-Гурниче, а в 1965—1970 годах учился на санитарно-техническом факультете Силезского политехнического университета. В течение двух лет был инженером на Сосновецкой фабрике промышленного строительства. В 1972—1988 годах работал ассистентом и доцентом на факультете инженерной защиты окружающей среды Силезского политехнического университета, в 1977 году получил докторскую степень, а в 1987 году — хабилитацию (в Варшавском политехническом университете). В 1988 году стал сотрудником Института инженерной защиты окружающей среды Ченстоховского политехнического университета, был директором этого института и проректором по науке Ченстоховского политехнического университета. В 1996 году ему было присвоено звание профессора технических наук. В 2005 году был избран ректором Ченстоховского политехнического университета и занимал эту должность до 2008 года.
Был членом Комитета по охране окружающей среды и Комитета по гражданскому и водному строительству Польской академии наук, а также главным редактором ежеквартального журнала «Inżynieria i Ochrona Środowiska». Возглавлял научный совет научно-исследовательского института «Баровент» в Катовицах. Опубликовал более 150 публикаций по технике и защите окружающей среды, в том числе несколько книг. Автор нескольких патентов.
От имени Союза демократических левых сил в 2001—2005 годах заседал в Сенате V каденции, представляя Ченстоховский избирательный округ. Был председателем Комитета по охране окружающей среды. В 2005 году не баллотировался на переизбрание.
Награжден Золотым крестом заслуги (1996) и Кавалерским крестом ордена Polonia Restituta (2001).
Похоронен на Раковском кладбище в Ченстохове.